# Gera (řeka)
Gera je řeka v Německu, která protéká spolkovou zemí Durynsko. Je to pravostranný přítok řeky Unstruty, vlévající se do ní severně od města Gebesee v nadmořské výšce 150 m. Délka toku činí 85 km. Plocha jejího povodí měří 1089,9 km². V místě ústí má Gera větší povodí než samotná Unstruta (832 km²).

## Průběh toku
Řeka Gera vzniká soutokem řek Wilde Gera a Zahme Gera ve městě Plaue v nadmořské výšce 327 m. Obě zdrojnice pramení v Durynském lese. Wilde Gera je delší a vodnější. Délka jejího toku činí 22,8 km. Zahme Gera je dlouhá 19,0 km. Gera teče po celé své délce převážně severním směrem.

### Větší přítoky
- levé – Apfelstädt
- pravé – Wipfra

## Vodní režim

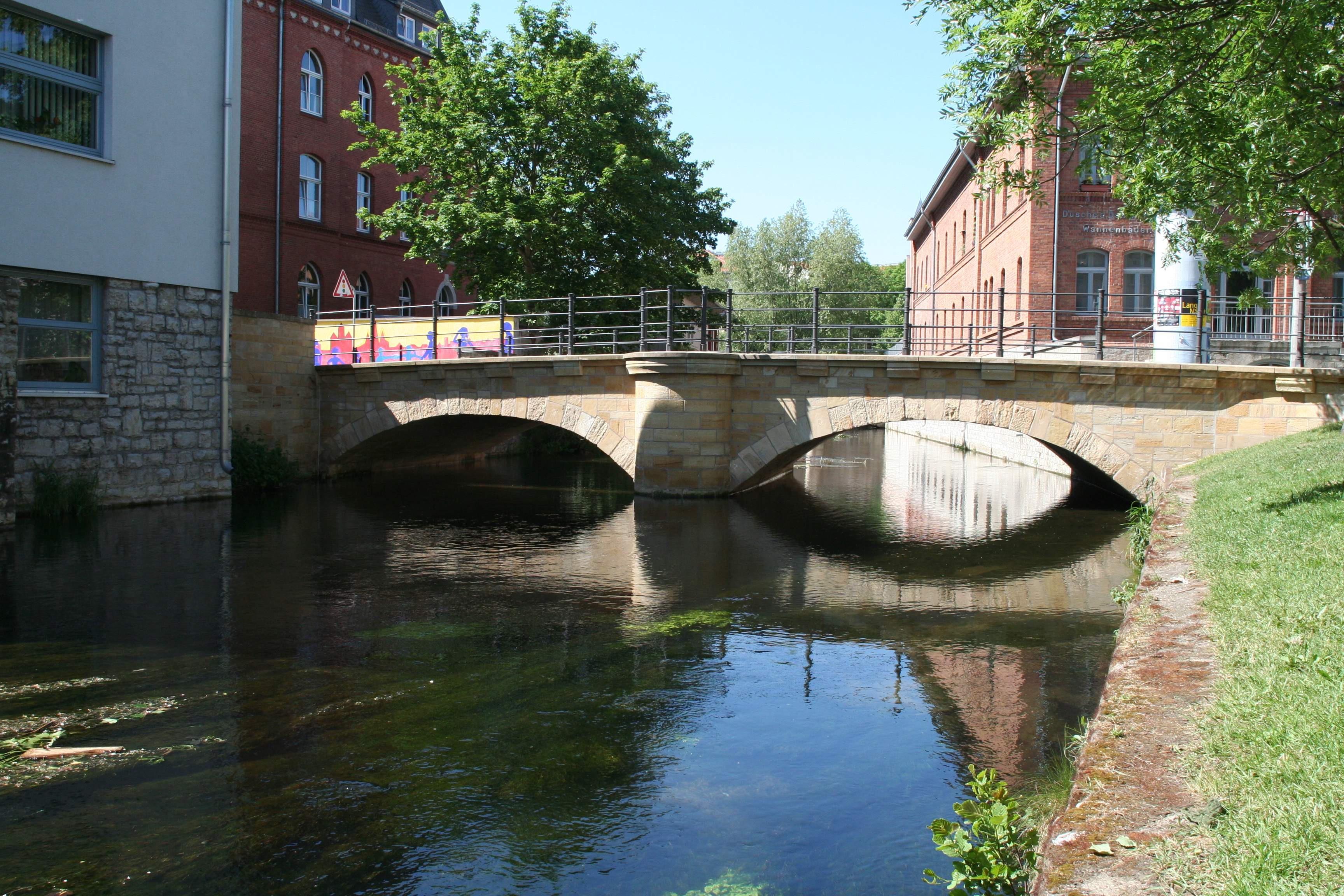
Gera v Erfurtu

Průměrný průtok u ústí činí 6,6 m³/s.
Hlásné profily:
| místo            | říční km | plocha povodí | průměrný průtok (Qa) | maximální průtok |
| ---------------- | -------- | ------------- | -------------------- | ---------------- |
| Arnstadt         | 45,2     | 174,7 km²     | 2,34 m³/s            | 75,7 m³/s        |
| Erfurt-Möbisburg | 29,7     | 842,8 km²     | 5,81 m³/s            | 220,0 m³/s       |

## Města na řece
Plaue, Arnstadt, Erfurt a Gebesee.